# Dioscore ancyla
Dioscore ancyla là một loài bướm đêm trong họ Geometridae.